# Przybylskis stjärna
Przybylskis stjärna, eller V816 Centauri, är en pulserande variabel av typen snabbt pulserande Ap-stjärna (roAp) i stjärnbilden Kentauren. 
Stjärnan varierar mellan visuell magnitud +7,996 och 8,02 med en period av 0,0084306 dygn eller 12,1401 minuter.

## Vetenskaplig historia
Det var 1961 som den polsk-australiske astronomen Antoni Przybylski upptäckte att denna stjärna hade ett pekuliärt spektrum, det vill säga ett spektrum som inte passade in i den standard för klassifikation av stjärnor som fanns. Przybylski observerade låga halter av järn och nickel i spektrumet, men förhållandevis höga halter av ovanliga grundämnen som strontium, holmium, niob, skandium, yttrium, cesium, neodym, praseodym, torium, ytterbium och uran. Till att börja med tvivlade faktiskt Przybylski att järn överhuvudtaget förekom i spektrumet. Senare observationer visar att järn och liknande metaller förekommer i mindre mängder än normalt i stjärnor, medan lantanoiderna och andra ovanliga grundämnen förekommer i riklig mängd. Lantanoiderna är mellan 1000 och 10000 gånger vanligare i stjärnan än hos Solen. Przybylskis stjärna klassificeras därför som en Ap-stjärna.
Przybylskis stjärna innehåller också ett antal kortlivade aktinider – aktinium, protaktinium, neptunium, plutonium, americium, curium, berkelium, californium och einsteinium har spårats hos stjärnan. Andra radioaktiva grundämnen hos Przybylskis stjärna är teknetium och prometium.

## Teorier
På grund av stjärnans märkliga sammansättning har ett antal teorier vädrats. En teori som vunnit uppmärksamhet är att stjärnan innehåller en del långlivade nuklider från stabilitetsön, till exempel 298Fl, 304120 eller  310126 och att de kortlivade aktinider som observerats är dotternuklider till dessa grundämnen som upptäcker i ett slags jämviktsförhållande.

## Properties
Przybylskis stjärna  är prototypstjärna för variabler av typen snabbt pulserande Ap-stjärnor (p = peculiar/pekuliär). 1978 fastställdes att den pulserar med en period på 12,15 minuter. En möjlig följeslagare av magnitud 14 har observerats i infrarött, med ett avstånd av 8 bågsekunder. Det skulle innebära att avståndet är ungefär 1000 AU. Observationerna är motstridiga med andra uppgifter som tyder på att den möjliga följeslagaren i själva verket ligger på ett avstånd av 890±90 ljusår, dvs. mer än dubbelt så långt bort som Przybylskis stjärna.